# Omoré
Omoré — бренд замороженных десертов в Пакистане, основанный в 2009 году корпорацией Engro.

## Описание
Замороженные десерты Omoré производятся в Пакистане на заводе компании FrieslandCampina. После Wall’s, Omoré считается вторым по величине брендом замороженных десертов в Пакистане.
Изначально продукты продавались под слоганом Khushi Ki Bite, а с 2021 год продукты продаются под слоганом WOW Bhara Bite. Под брендом Omoré выпускается широкий ассортимент мороженого, включая традиционные фавориты, такие как шоколад и ваниль, а также более уникальные варианты, такие как зелёный чай и фисташки.

## Вкусы
- Шоколад
- Карамель
- Шоколадная крошка
- Кофе
- Cookies and Cream
- Манго
- Клубника
- Tutti Fruiti
- Ваниль
- Банан